# Mentawaiöarna
Mentawaiöarna är en ögrupp i Sydostasien som ligger sydväst om Sumatra. Öarna tillhör den indonesiska provinsen Sumatera Barat. Havet mellan öarna och Sumatra är cirka 130 km brett. Öarna är tillsammans ungefär 6 700 km² stora och invånarantalet ligger vid 76 421 (år 2010). Ögruppen består av fyra stora öar, Siberut, Sipura, Pagai Utara och Pagai Selatan, samt flera småöar.

## Demografi
Ursprungsbefolkningen på öarna är mentawai, som anlände till ögruppen mellan 2000 f.Kr. och 500 f.Kr., och som utvecklade en kultur skild från den på Sumatra.

## Natur
Mentawaiöarna är jämförelsevis låglänta och täckta av regnskog. Vissa arter av ordningen primater är endemiska på ögruppen, till exempel pagehtrubbnäsa, kloss' gibbon (Hylobates klossii), Macaca pagensis, Macaca siberu och mentawaibladapa (Presbytis potenziani).

## Seismisk aktivitet
Efter en jordbävning som drabbade Sumatra 2005 ökade den seismiska aktiviteten under ögruppen och det registrerades flera efterskalv. Den 26 oktober 2010 drabbades havet väster om Mentawaiöarna av en havsbävning som nådde 7,7 på Richterskalan. Den efterföljande tsunamin som drog in över öarna dödade över hundra människor. Ytterligare hundratals människor saknades omedelbart efter tsunamin. Tio byar sades ha svepts med av vattnet.

## Kartor

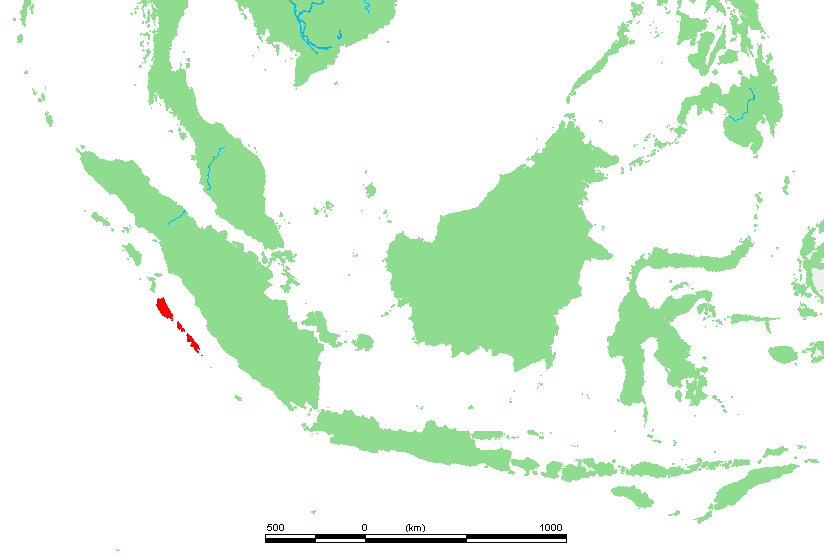
Mentawaiöarnas läge
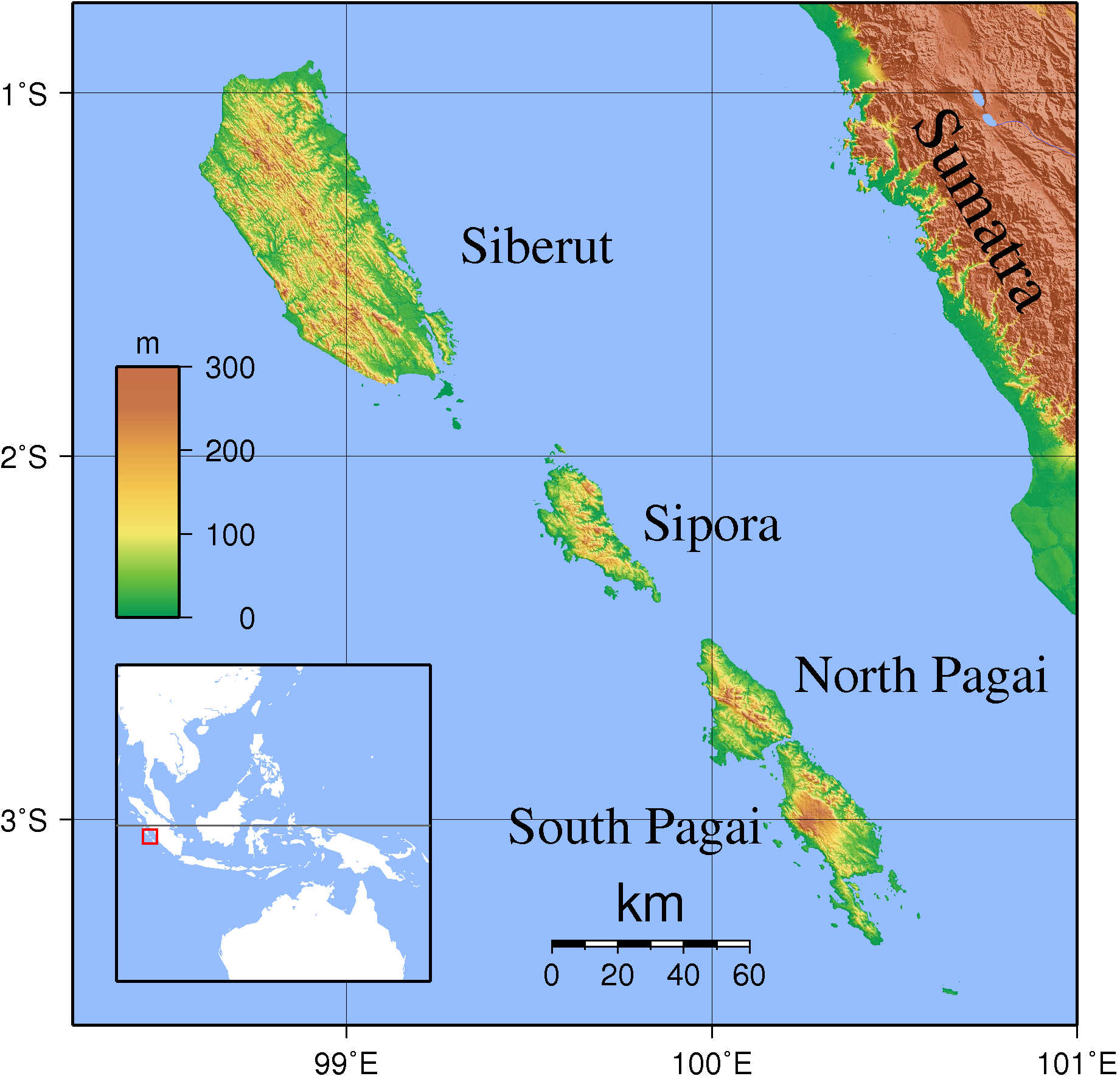
Topografisk karta